# La Década Prodigiosa (álbum)

La Década Prodigiosa' es el título del primer LP de la banda La Década Prodigiosa, publicado en 1985.

## Descripción
Pensado inicialmente como un proyecto para la grabación de un disco recopilatorio de los grandes éxitos musicales de la década de 1960 en forma de popurrís, que no tendría continuación, se contó con las voces de músicos de estudio, como José María Guzmán, Andrea Bronston, Juan Canovas o Emilio Cuervo (Webo). La iniciativa alcanzó gran repercusión y se decidió entonces formar el grupo como tal.
El proyecto fue impulsado por quienes más tarde se integrarían en la banda Manuel Aguilar, Javier de Juan y Manuel Santiesteban.

### Canciones integradas en losBloques
El primer álbum estuvo integrado por siete tracks acreditados genéricamente Bloque y acompañados del número de orden en el disco. Con posterioridad y para conciertos o actuaciones en televisión los bloques recibieron un título global que les daba el aire de canción completa. En algunos casos se usó el título de la primera canción contenida en el bloque y en otros, un juego de palabras con el título de alguna canción del bloque.
Bloque 1: Mucho mejor / Bloque 2: Un sorbito de champagne / Bloque 3: Siempre es domingo / Bloque 4: Arena caliente / Bloque 5: Que tengas suerte / Bloque 6: Te estoy amando locamente / Bloque 7: Lo mejor del baúl.
A continuación los cortes de canciones integradas en cada uno de los temas popurrí del LP:
| Bloque   | Canción del corte         | Intérprete original |
| -------- | ------------------------- | ------------------- |
| Bloque 1 | Mejor                     | Los Brincos         |
| Bloque 1 | Flamenco                  | Los Brincos         |
| Bloque 1 | La escoba                 | Los Sírex           |
| Bloque 1 | Romeo y Julieta           | Karina              |
| Bloque 1 | Un rayo de sol            | Los Diablos         |
| Bloque 1 | La caza                   | Juan y Junior       |
| Bloque 1 | Eva María                 | Fórmula V           |
| Bloque 1 | Get on your Knees         | Los Canarios        |
| Bloque 1 | Black is Black            | Los Bravos          |
| Bloque 1 | Los chicos con las chicas | Los Bravos          |
| Bloque 2 | Nos falta fe              | Juan y Junior       |
| Bloque 2 | Un sorbito de champagne   | Los Brincos         |
| Bloque 2 | Lola                      | Los Brincos         |
| Bloque 2 | Cállate niña              | Pic-Nic             |
| Bloque 2 | Nada                      | Juan y Junior       |
| Bloque 2 | Mañana, mañana            | Los Ángeles         |
| Bloque 2 | Anduriña                  | Juan y Junior       |
| Bloque 2 | El río                    | Miguel Ríos         |
| Bloque 2 | Perdóname                 | El Dúo Dinámico     |
| Bloque 3 | Siempre es domingo        | Gelu                |
| Bloque 3 | Un telegrama              | Monna Bell          |
| Bloque 3 | La máscara                | Marisol             |
| Bloque 3 | Eso, eso, eso             | Los TNT             |
| Bloque 3 | El vuelo 502              | Los 3 Sudamericanos |
| Bloque 3 | El turista 1.999.999      | Los Stop            |
| Bloque 3 | Quisiera ser              | El Dúo Dinámico     |
| Bloque 3 | Tómbola                   | Marisol             |
| Bloque 3 | La chica ye-yé            | Conchita Velasco    |
| Bloque 4 | Arena caliente            | Los Pekenikes       |
| Bloque 4 | 15 años tiene mi amor     | El Dúo Dinámico     |
| Bloque 4 | Borracho                  | Los Brincos         |
| Bloque 4 | Las flechas del amor      | Karina              |
| Bloque 4 | La fiesta                 | Karina              |
| Bloque 4 | La plaga                  | Los Teen Tops       |
| Bloque 4 | Bring a little lovin'     | Los Bravos          |
| Bloque 4 | La moto                   | Los Bravos          |
| Bloque 5 | Que tengas suerte         | Los TNT             |
| Bloque 5 | Me conformo               | Marisol             |
| Bloque 5 | El partido de fútbol      | Gelu                |
| Bloque 5 | Salud, dinero y amor      | Los Stop            |
| Bloque 5 | Comunicando               | Arturo Millán       |
| Bloque 5 | Eso es el amor            | Eydie Gormé         |
| Bloque 5 | Dame felicidad            | Enrique Guzmán      |
| Bloque 5 | Como ayer                 | Bruno Lomas         |
| Bloque 6 | Te estoy amando locamente | Las Grecas          |
| Bloque 6 | María Isabel              | Los Payos           |
| Bloque 6 | El garrotín               | Peret               |
| Bloque 6 | Trébole                   | Rocío Dúrcal        |
| Bloque 6 | Achilipú                  | Las Grecas          |
| Bloque 7 | Hilo de seda              | Los Pekenikes       |
| Bloque 7 | El baúl de los recuerdos  | Karina              |
| Bloque 7 | Cuéntame                  | Fórmula V           |
| Bloque 7 | La, la, la                | Massiel             |
| Bloque 7 | Popotitos                 | Los Teen Tops       |
| Bloque 7 | Tú me dijiste adiós       | Los Brincos         |
| Bloque 7 | Nadie te quiere ya        | Los Brincos         |
| Bloque 7 | Sola                      | Los Brincos         |
| Bloque 7 | Ojo por ojo               | Los Pasos           |
| Bloque 7 | Fin de semana             | Los Diablos         |
| Bloque 7 | Mari Carmen               | El Dúo Dinámico     |